# Auersperg
Gli Auersperg, in italiano anticamente anche Aversberg, sono una famiglia principesca di origine austriaca. Apparsi nel secolo XI come cavalieri, assursero nel XVII secolo alla dignità di principi del Sacro Romano Impero Germanico, guadagnandosi un proprio stato con possedimenti in Austria, Baden-Württemberg meridionale (Tengen), Germania, Sciaffusa settentrionale e Svizzera.

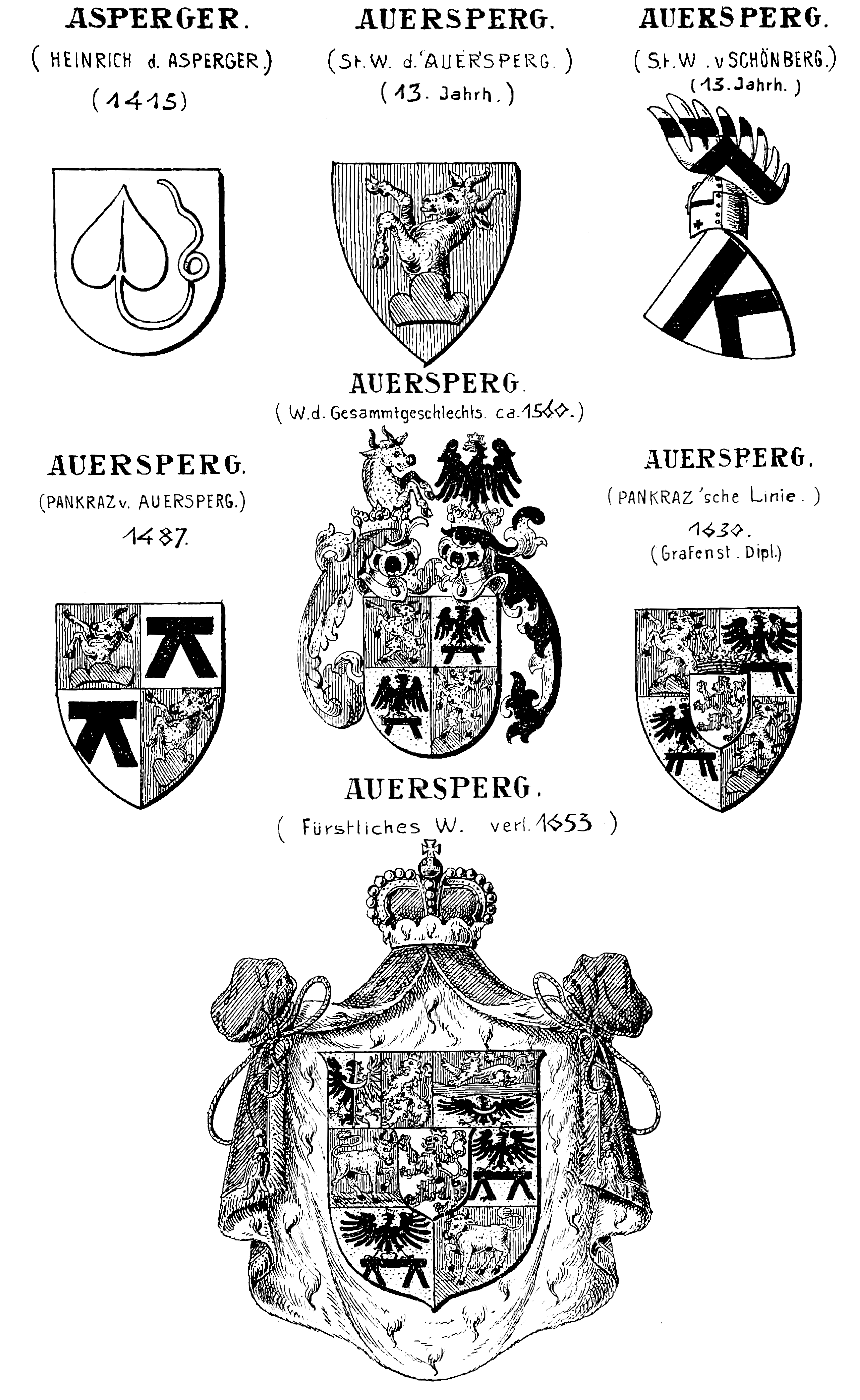
Evoluzione delle blasonature dei Auersperg

## Origini

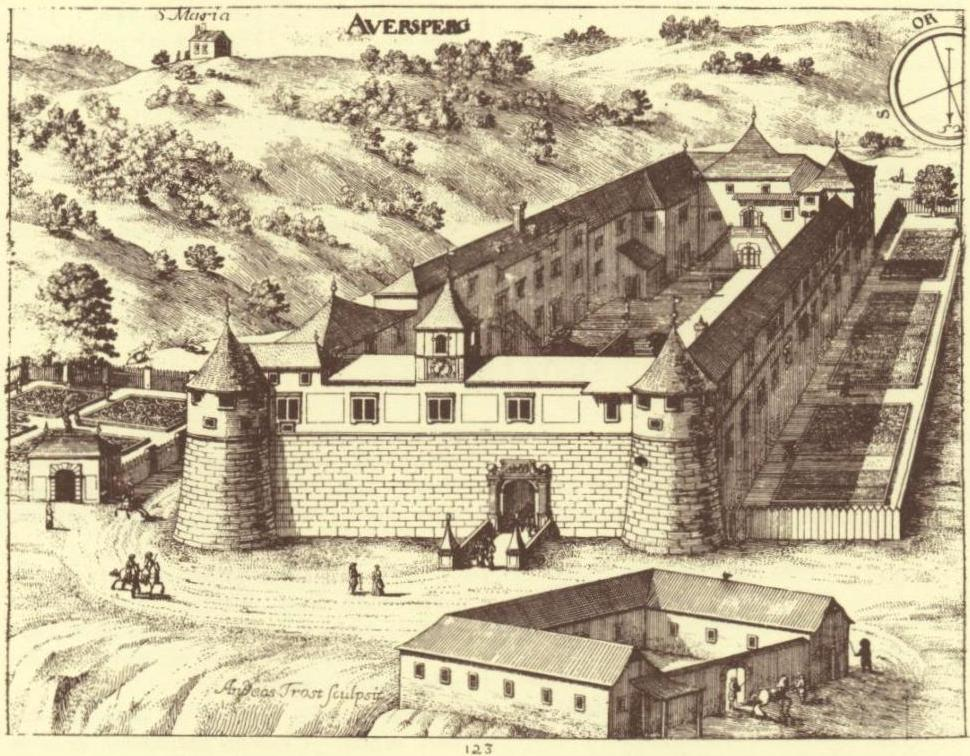
Il Castello di Turjak, luogo d'origine della dinastia dei von Auersperg-Valvasor.

I signori di Auersperg ebbero origine in Carniola: il cavaliere Konrad von Auersperg è citato nel 1062 quale proprietario dell'antico Castello di Turjak. Il castello in questione dovrebbe poi il suo nome al capostipite della famiglia, il cavaliere Ursberg (Auersberg), antenato di Konrad.
Nel 1140 gli eredi di Pilgram II von Auersperg, Pilgram IV e Otto von Ortenburg, si contesero il possesso delle terre di Turjak. Alla fine del XII secolo l'ambizioso Otto von Auersperg, figlio di Adolf II von Auersperg, avviò una contesa con la nobile famiglia dei von Gortz, degli Ortenburg e con il Patriarcato di Aquileia.
Nel 1270, Peter e Wolfgang von Auersperg ipotecarono le antiche terre di famiglia presso Turjak, salvo poi riottenerle da Balthazar von Auersperg, cancelliere del Sacro Romano Impero Germanico.
Nel 1466 il casato degli Auersperg si ripartì in due linee destinate a suddividersi in vari rami nel corso dei secoli. La fortuna della dinastia venne sancita dal loro costante impegno nella lotta contro i turchi: Ivan von Auersperg-Turjak cadde nell'Assedio di Vienna (1529), Herbert von Auersperg-Turjak morì nella Battaglia di Budačko nel 1575 e Andreas von Auersperg-Turjak combatté nella Battaglia di Sisak (1593) che avviò la controffensiva Asburgo contro la Sublime porta.
Fedeli all'Impero, gli Auersperg furono baroni di Auersperg, Schoenberg e Seisenberg dal 1495. Trojanus von Auersperg (morto nel 1540) fu barone imperiale.
Conti-baroni von Auersperg furono:
- Trojanus (1495-1540)
- Herward III (morto nel 1575)
- Christoph (morto nel 1592)
- Theodorich (morto nel 1624)
- Johann Andreas II (conte dal 1630)
- Wolfgang Engelbert (1624-1673)
- Johann Weikhard (morto nel 1677)

Nonostante la fedeltà all'imperatore, tra i von Auersperg vi furono anche strenui sostenitori della Riforma Protestante nella Slovenia. I famosi predicatori protestanti Primož Trubar e Jurij Dalmatin, i primi a tradurre la Bibbia in sloveno, furono ospitati dai von Auersperg nel loro castello a Turjak.

## Il principato di Auersperg

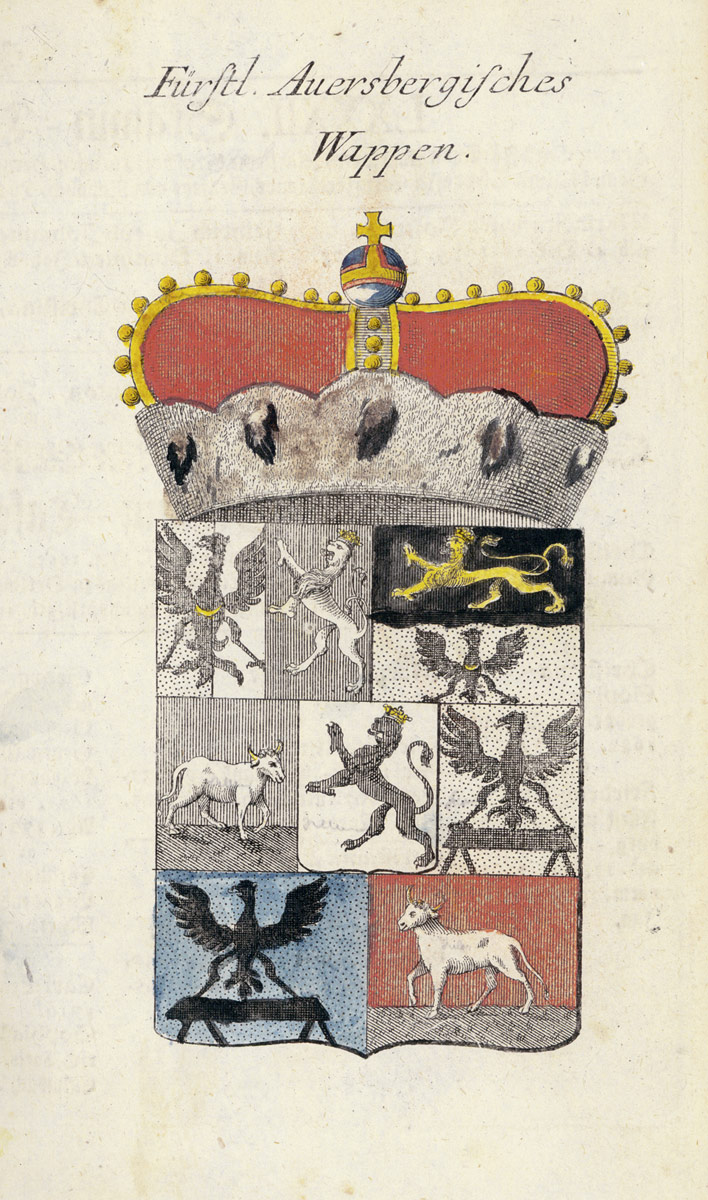
Stemma dei principi Auersperg dal Geschichts- Geschlechts- und Wappen-Calender für 1737

Wolfgang Enghelberto von Auersperg, già conte di Auersperg, Gottschee e Polland, guadagnò alla dinastia il rango principesco. Il 17 settembre 1653, per i meriti e la fedeltà dimostrata all'imperatore durante la Guerra dei trent'anni, Wolfgang, ricevette la dignità principesca ereditaria di Reichsfuerst, col predicato d'onore di Hochgeboren (Illustrissima Altezza) e nel 1663 la signoria immediata di Tengen fu elevata a contea principesca (Gefürstete Grafschaft) sovrana. 

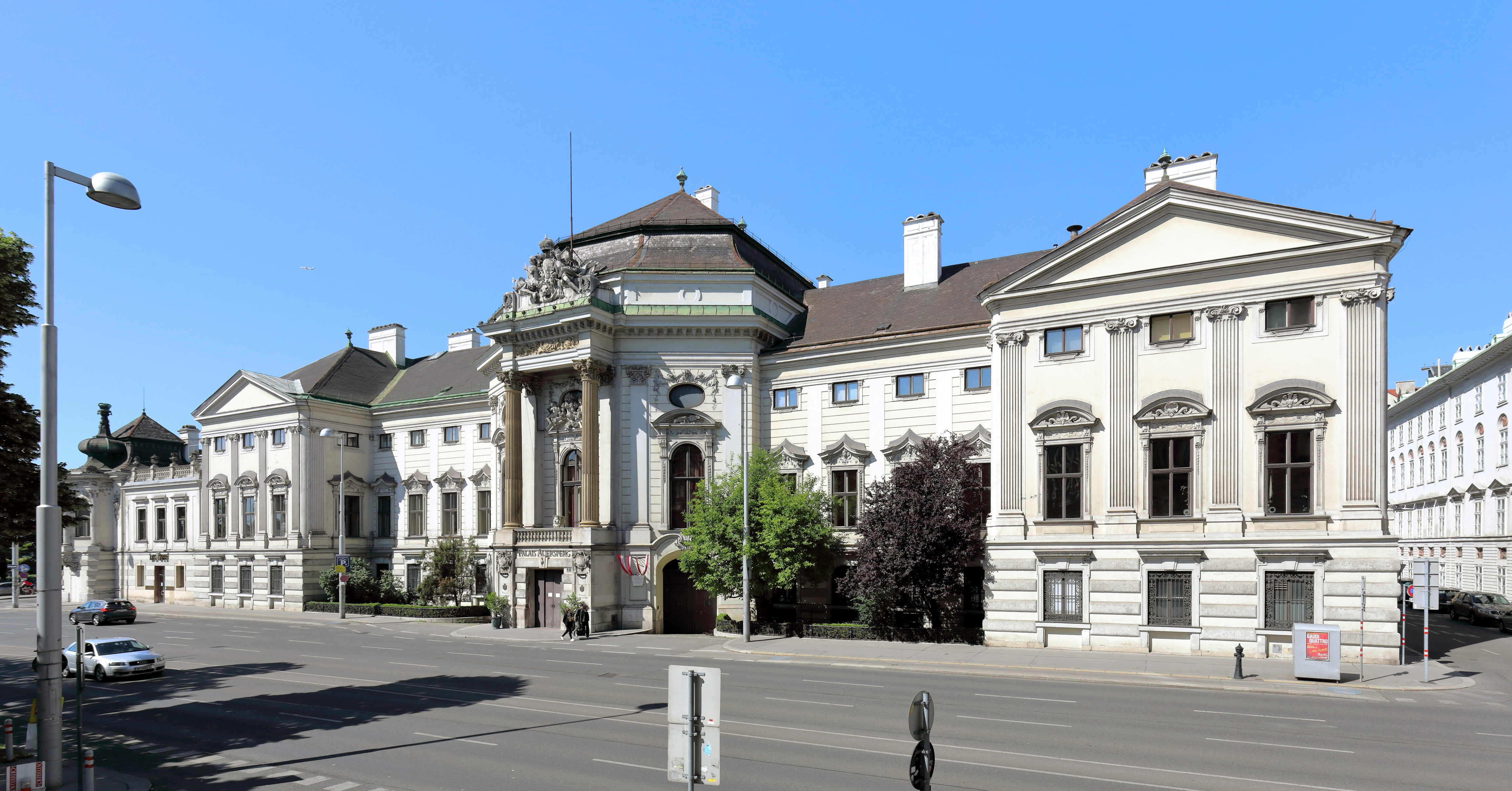
Palazzo Auersperg a Vienna

Dal 1654, Wolfgang e la sua famiglia acquistarono il seggio e il voto alla Dieta, oltre ai ducati non sovrani di Muesterberg und Frankenstein in Slesia, che restò loro appannaggio fino al 1791.
Johann Weikhard von Auersperg fu ministro degli imperatori Ferdinando III e Leopoldo I dal 1655 ma cadde in disgrazia nel 1669.
Il nipote di Wolfgang Enghelberto, Francesco Carlo (1677-1713), terzo principe di Auersperg, ereditò la contea - Losensteinische Stammgüter - mentre il fratello Ferdinando (morto nel 1706) fu principe mediato di Munsterberg e Frankenstein in Slesia.
Enrico Giuseppe Giovanni (1713-83) fu principe dell'impero, duca di Muensterberg e Frankenstein, conte sovrano della contea imperiale di Thengen (1663) con diritto di voto al Reichstag, conte di Gottschee e della contea principesca non sovrana di Wels in Austria. Acquistò ulteriore potenza e ricchezza come erede dei tirolesi principi Trautson von Falkenstein (1711), estintisi nel 1780, mentre il figlio, Carlo Giuseppe Antonio (-1800) fu il primo duca di Gottschee (1783).
Altri membri della casata furono il cardinale cattolico Joseph Anton von Auersperg (1734–1795), e il politico e poeta Anton Alexander von Auersperg (1806–1876). 
A partire dal 1795 la dinastia dei principi von Auersperg si scisse in due rami:
- a) linea principesca di Auersperg Schoenfeldscher: si distaccò nel 1795 con Carlo (1795-06); fu mediatizzata nel 1806 e annessa all'Austria.
- b) linea principesca di Auersperg Zweig: distaccatasi nel 1795 con Vincenzo (1795-06) fu mediatizzata e annessa all'Austria (1806).

I von Auersperg furono tesorieri ereditari (Erblandkämmerer) e grandi marescialli ereditari (Erblandmarschall) della Carniola e della Windischmark e ricevettero vari incarichi dalla corte imperiale di Vienna. Nel 1825, con risoluzione della Dieta Germanica del 1813, venne riconosciuto ai principi von Auersperg il predicato di Durchlaucht (Altezza Serenissima).

## Galleria d'immagini
Alcuni dei castelli controllati dalla famiglia von Auersperg nel corso dei secoli:

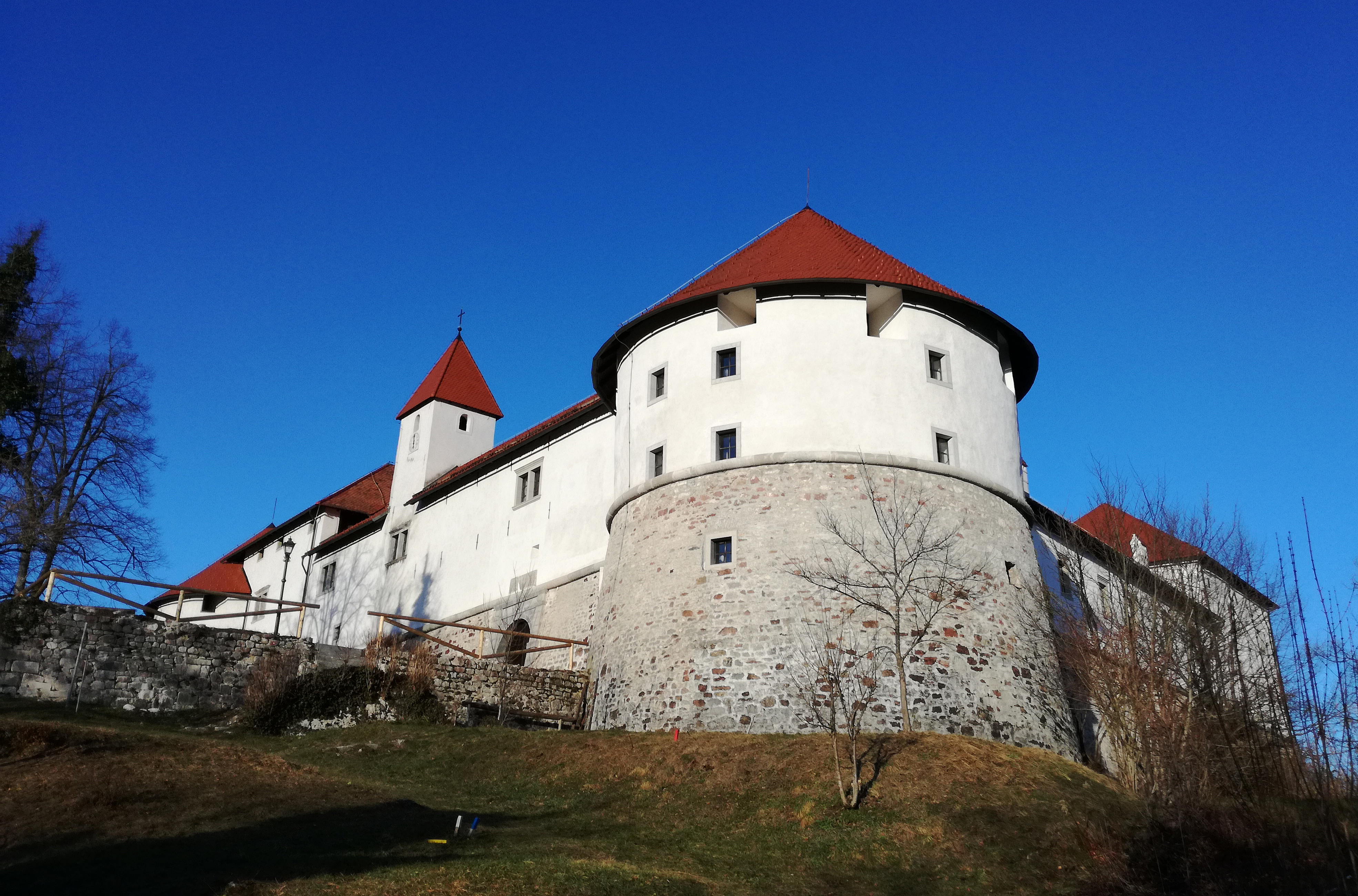
Castello di Turjak
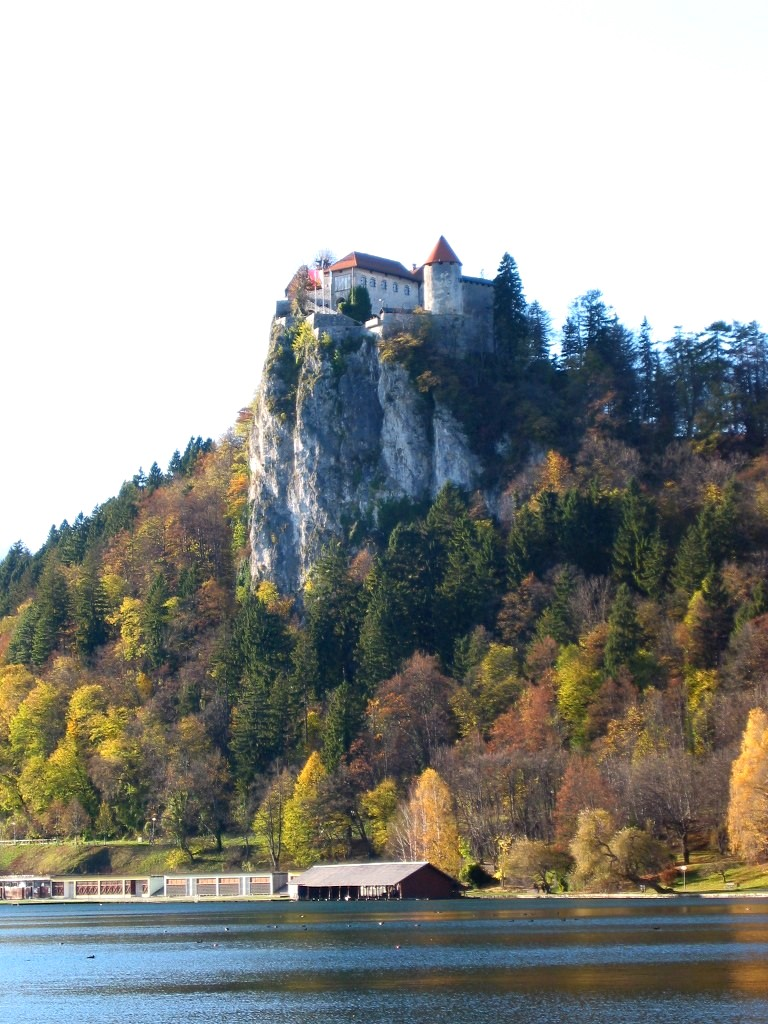
Castello di Bled
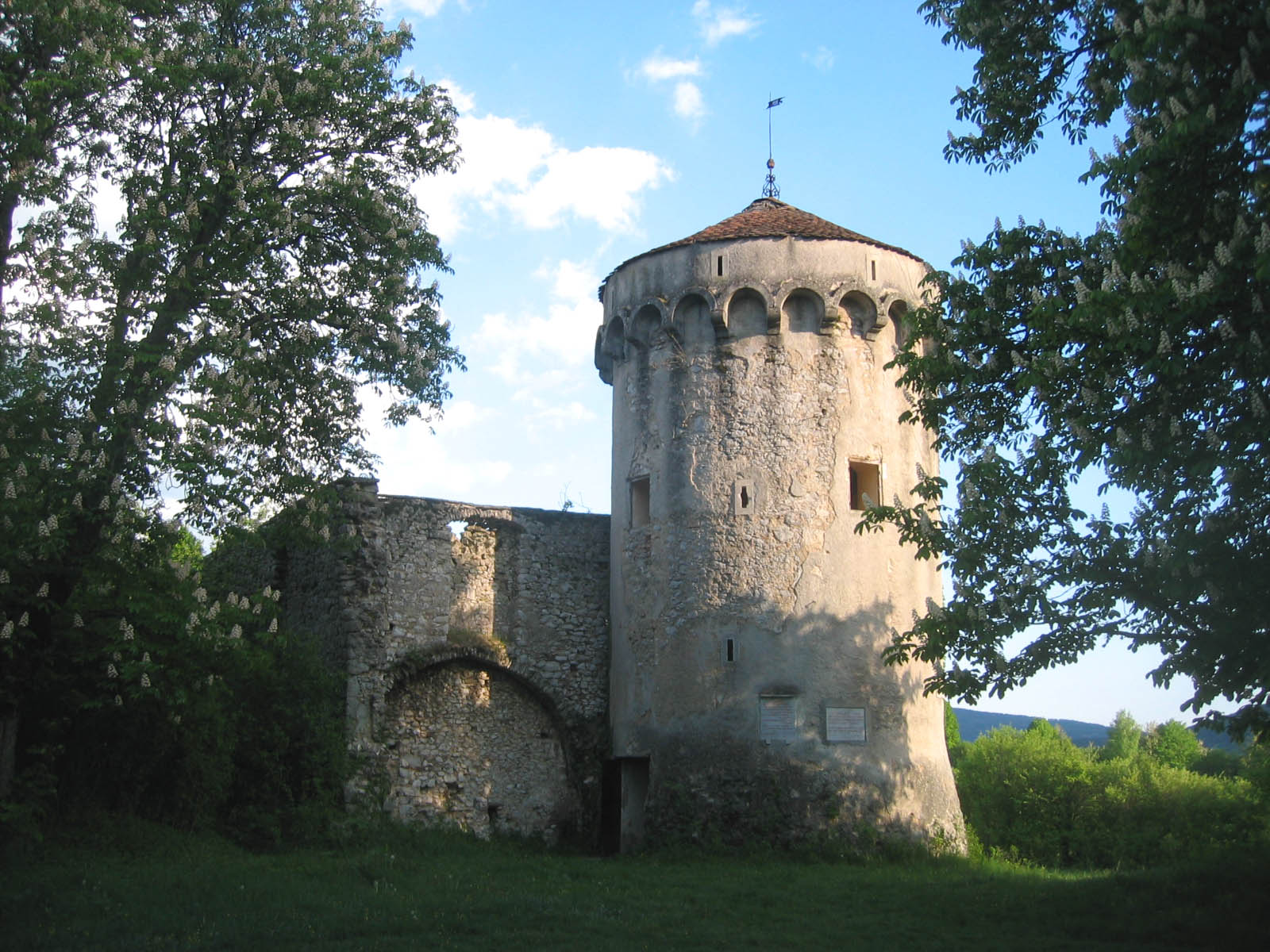
Castello di Kalec
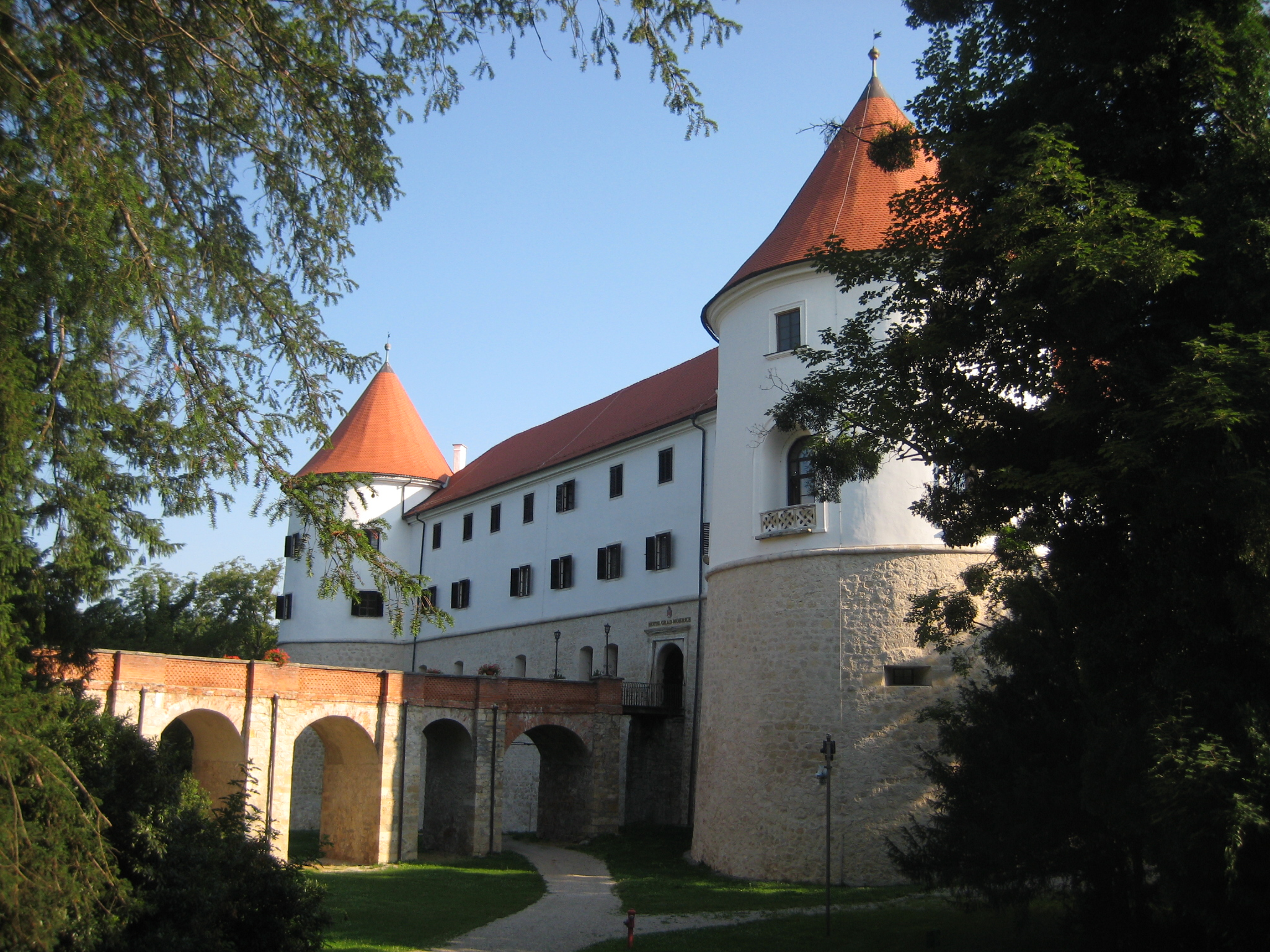
Castello di Mokrice
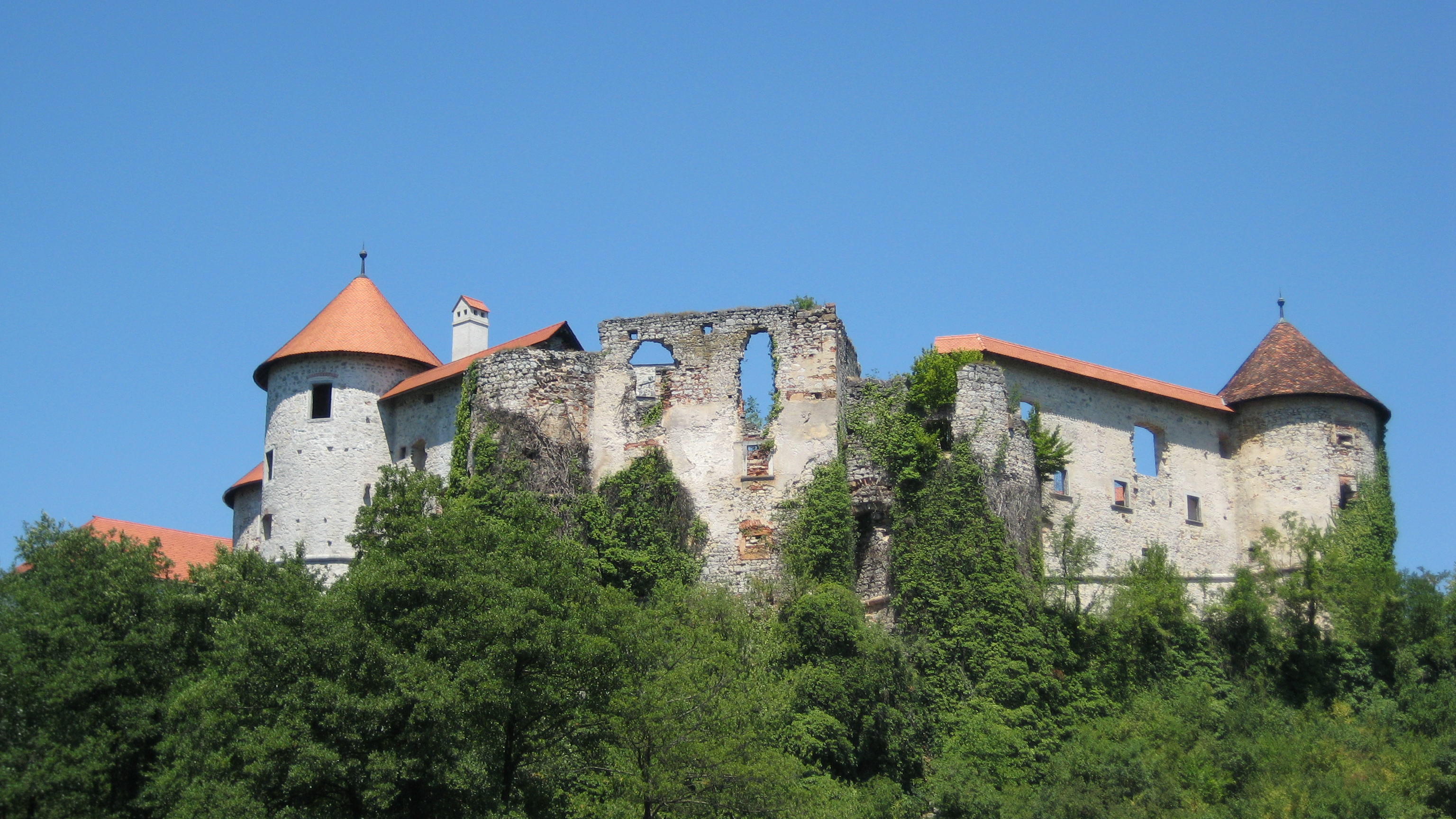
Castello di Žužemberk
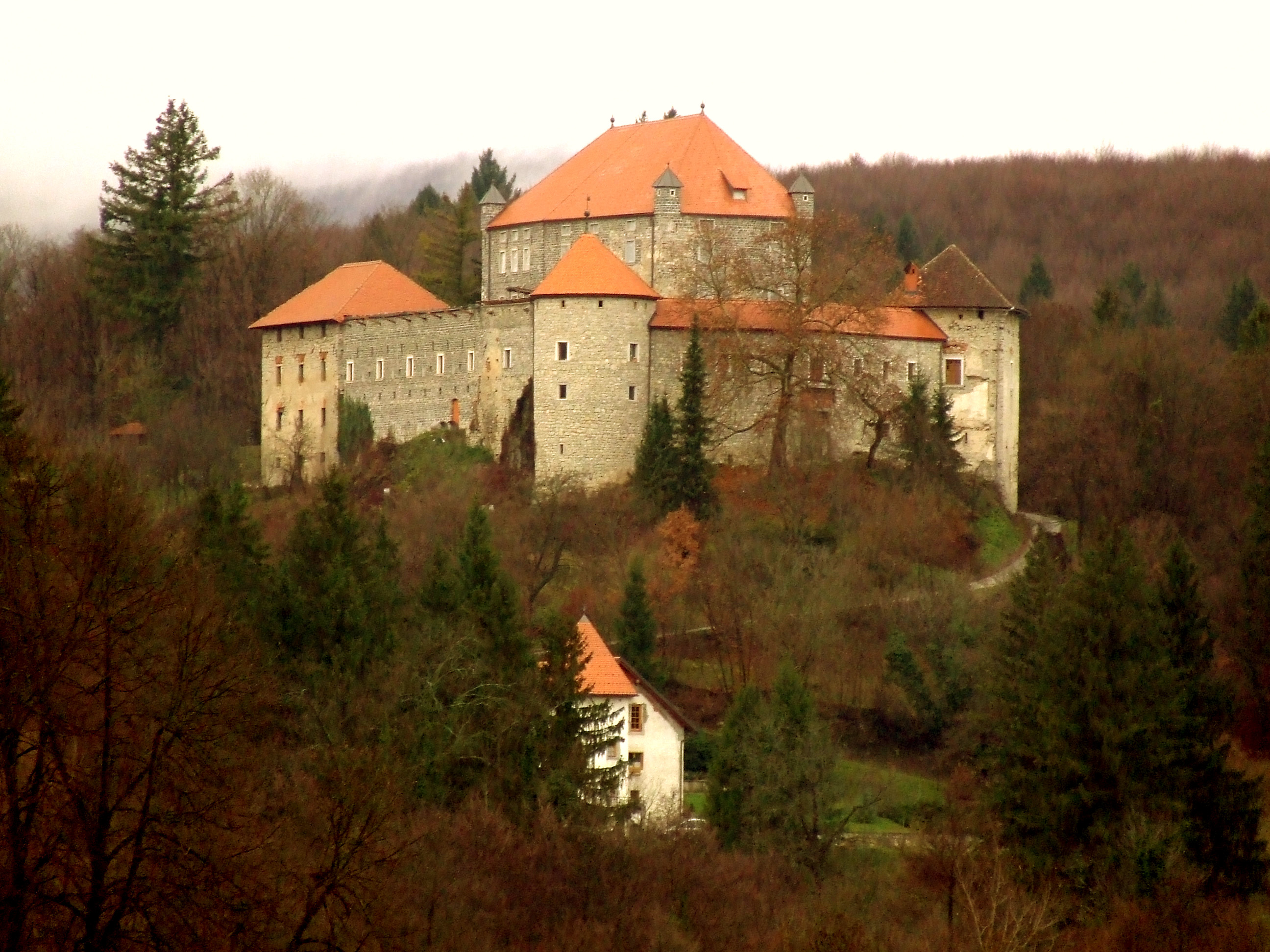
Castello di Mirna
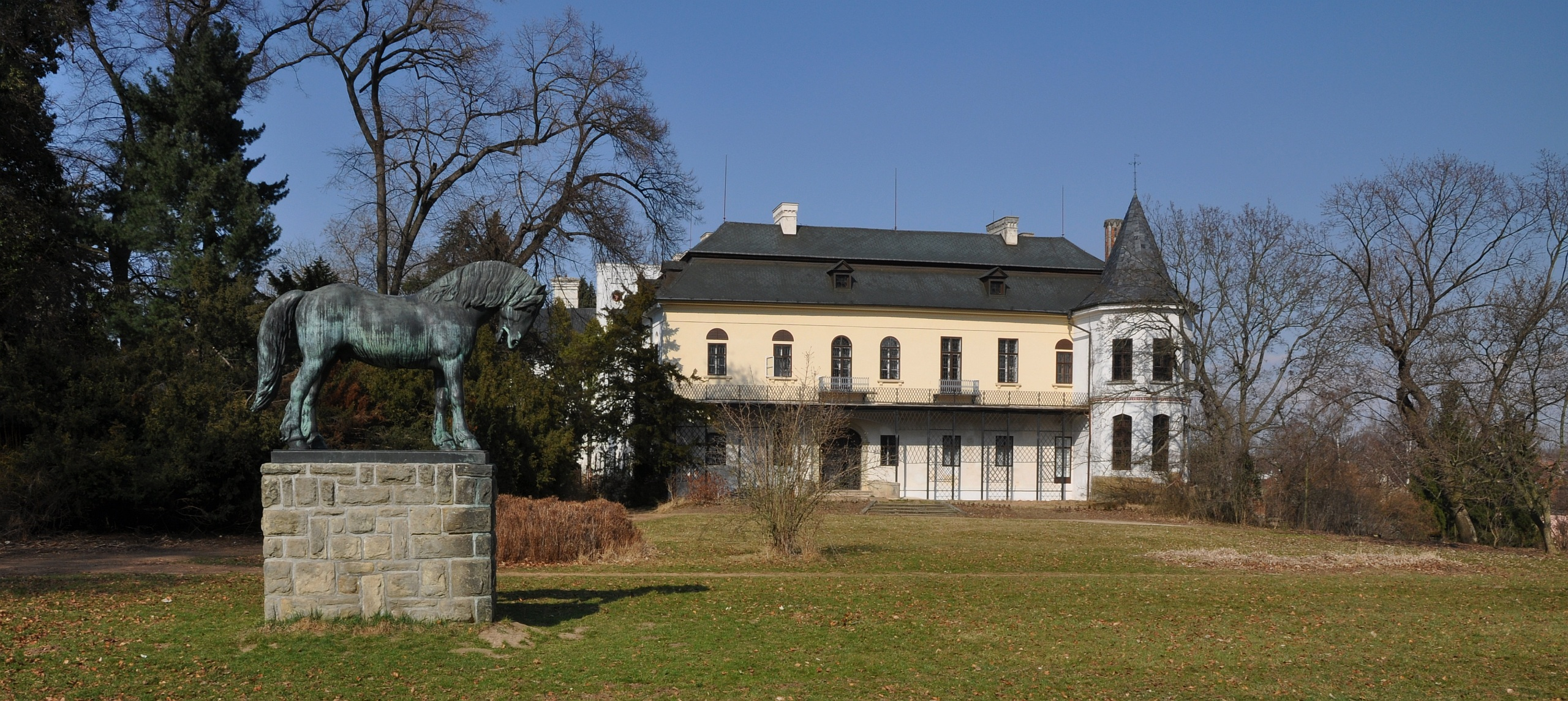
Castello di Slatiňany
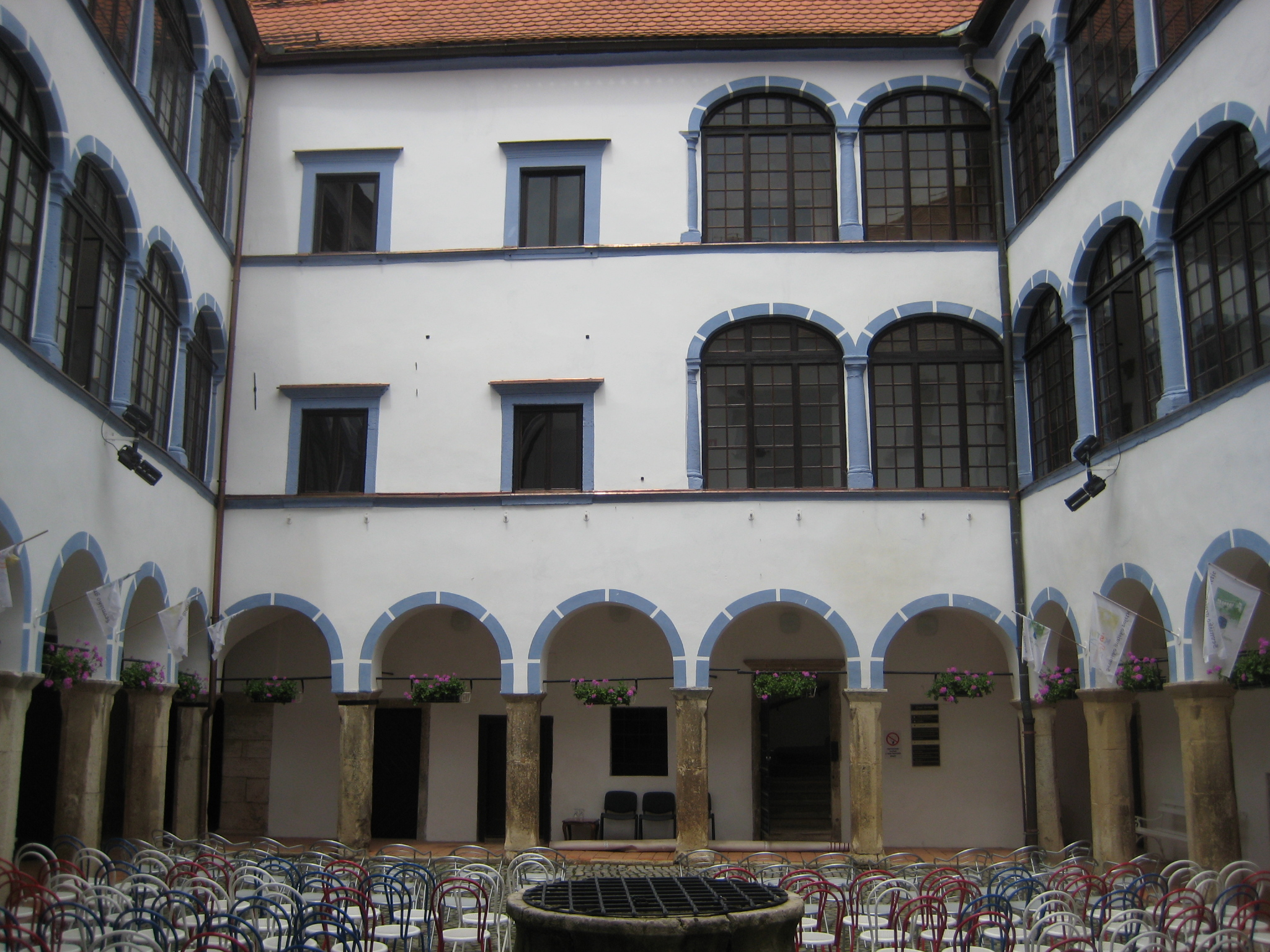
Castello di Sevnica proprietà degli Auersberg nel 1675-1688 e nel 1725-1769

Castelli tuttora in proprietà della casa di Auersperg:

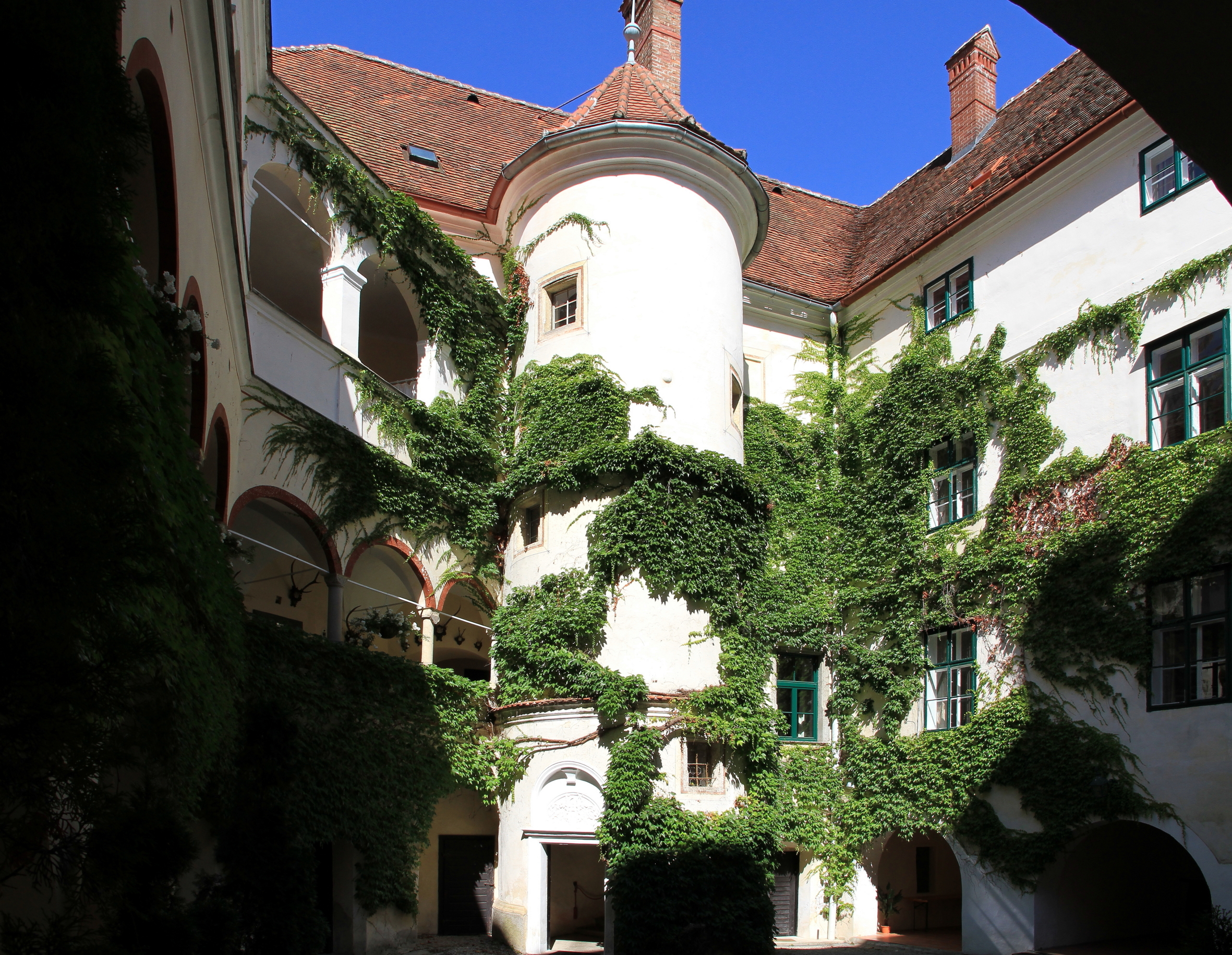
Castello di Ernegg
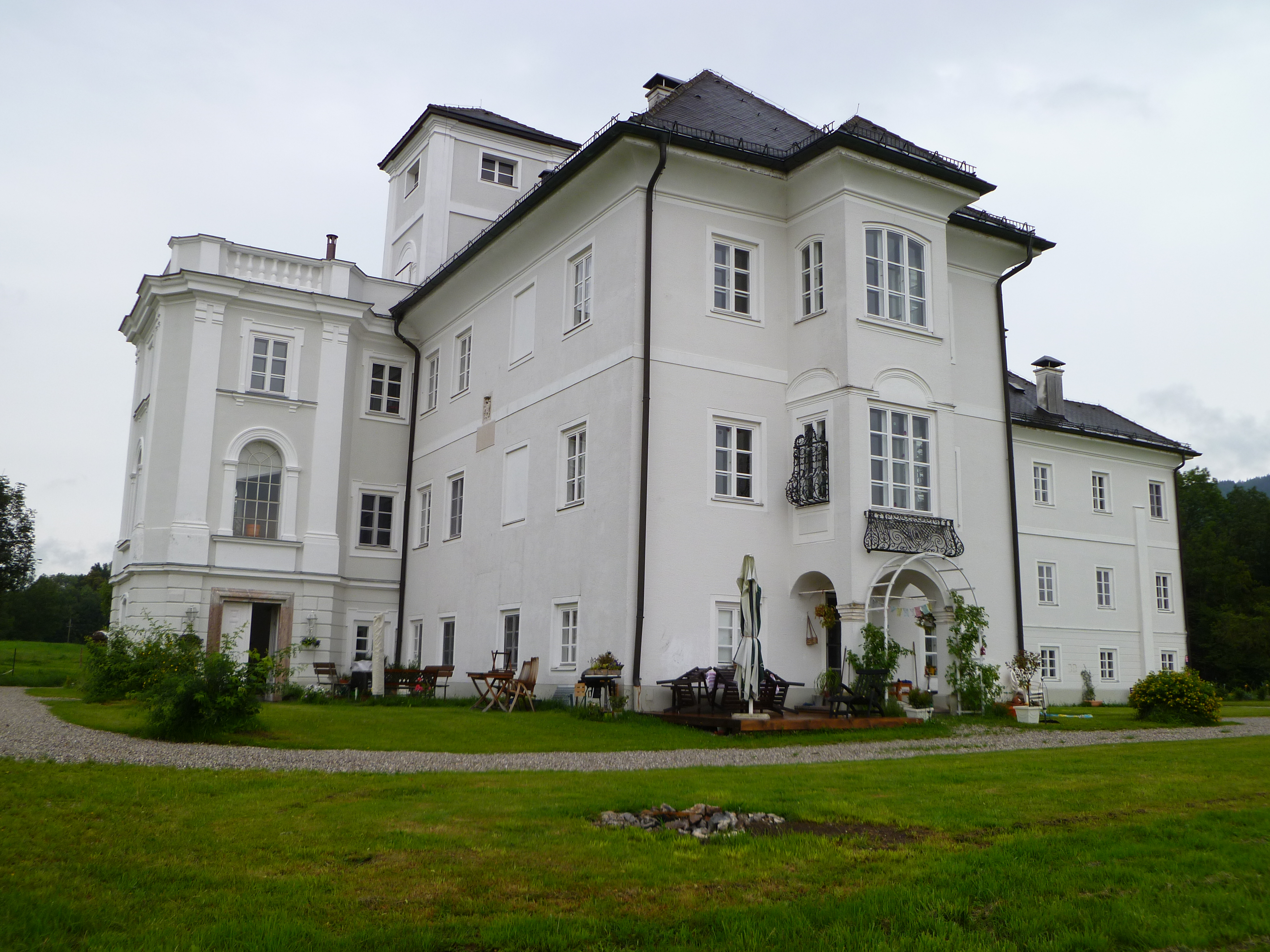
Castello di Weitwörth, Salisburghese
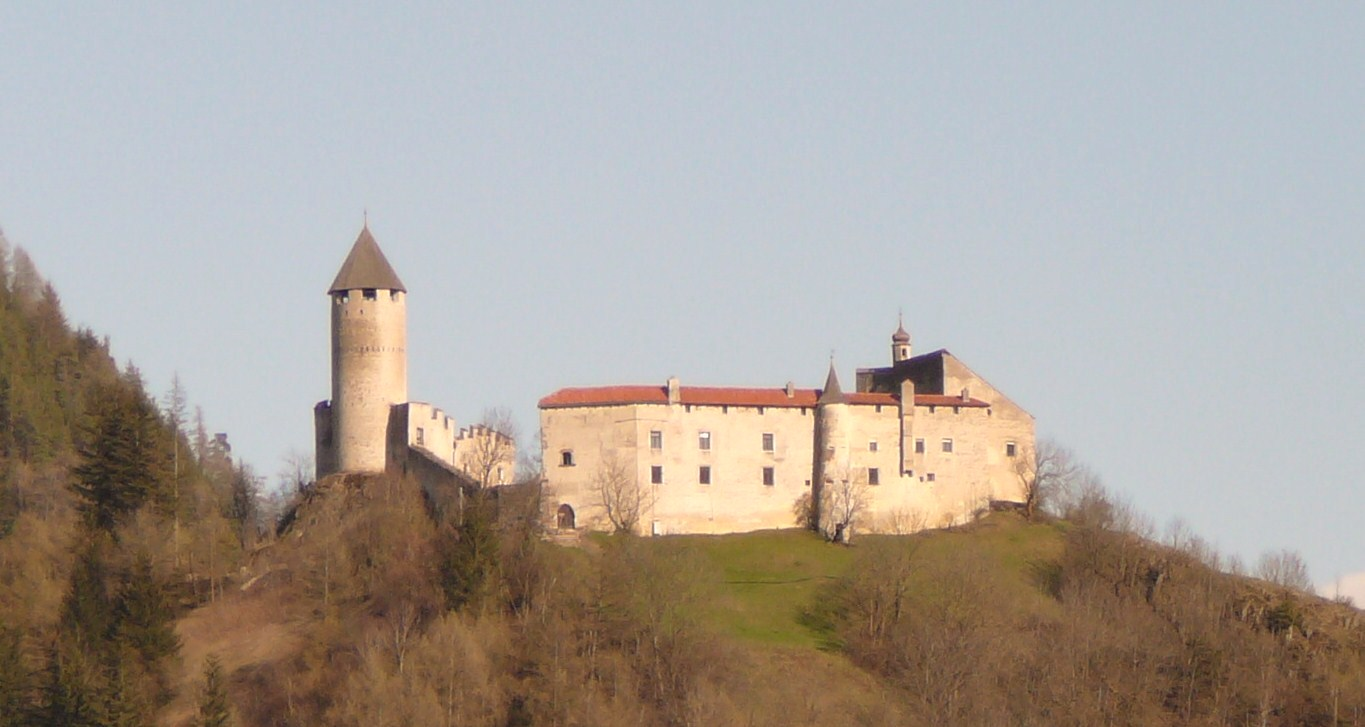
Castello Sprechenstein, Provincia di Bolzano
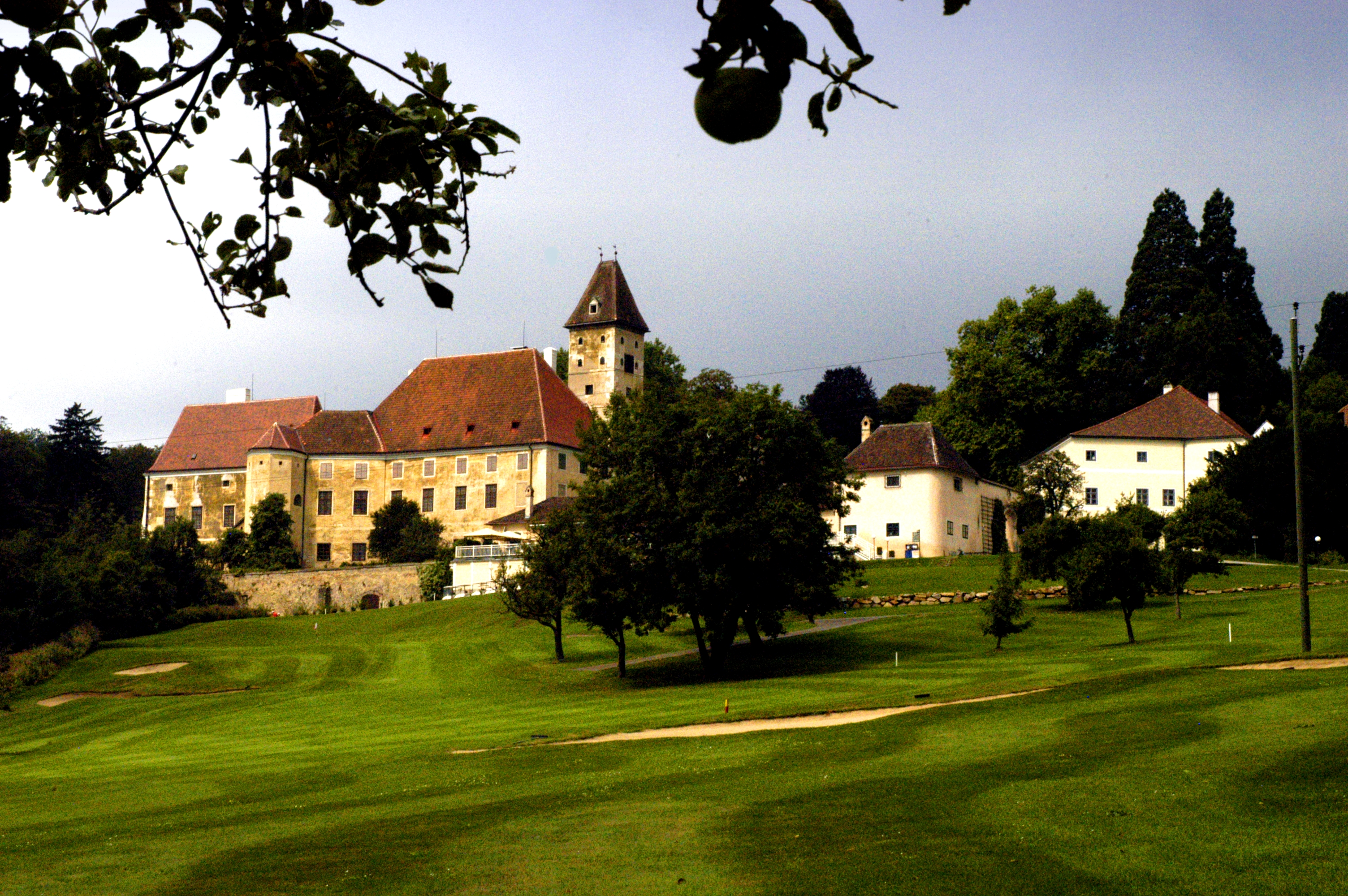
Castello di Goldegg
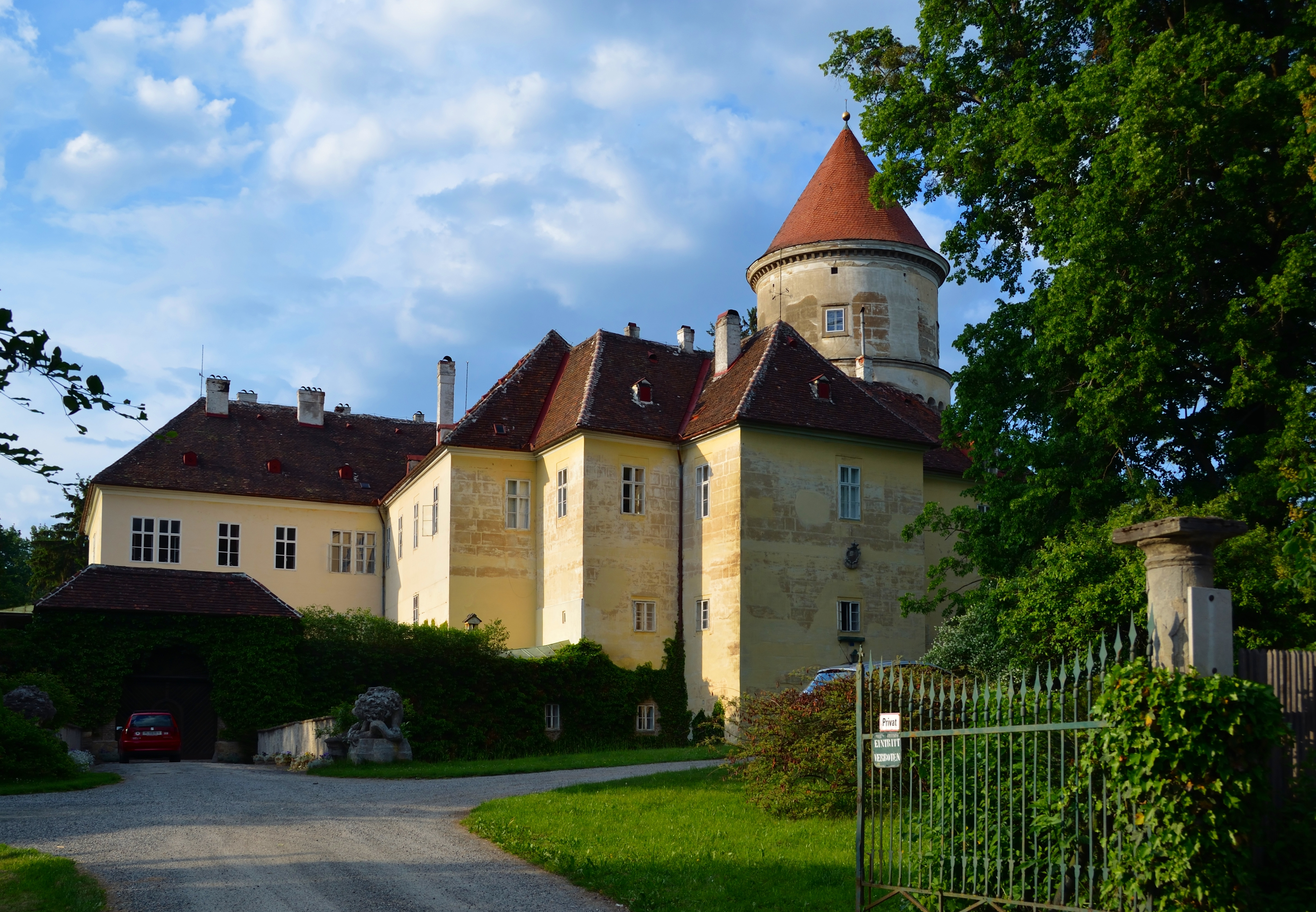
Castello di Wald, Pyhra